# Air Europa
Air Europa er et flyselskab fra Spanien, med hovedhub på Madrid-Barajas Lufthavn og hovedsæde på Mallorca.
Selskabet blev grundlagt i 1986 som en charterselskab der skulle flyve turister til og fra Mallorca. Med tiden fik selskabet flere og større fly, og de operere nu både med ruteflyvninger og charterflyvninger til de fleste verdensdele.
Selskabet er 100% ejet af rejsekoncernen Globalia, og Air Europa har siden 2007 været regionalt medlem af flyalliancen SkyTeam.